# Amando de Miguel
 (décembre 2022).
Si vous disposez d'ouvrages ou d'articles de référence ou si vous connaissez des sites web de qualité traitant du thème abordé ici, merci de compléter l'article en donnant les références utiles à sa vérifiabilité et en les liant à la section « Notes et références ».
Amando de Miguel Rodríguez, né le 20 janvier 1937 à Pereruela (province de Zamora) et mort le 3 septembre 2023 à Madrid, est un sociologue espagnol, collaborateur habituel de plusieurs médias.

## Biographie
Professeur de sociologie à l'université Complutense de Madrid, charge qu'Amando de Miguel exerçait auparavant à l'université de Valence et à l'université de Barcelone, il a effectué son troisième cycle universitaire à l'université Columbia. Il a travaillé comme professeur invité à l'université Yale et à l'université de Floride, ainsi qu'au El Colegio de México.
Il est directeur d'études de Tábula-V, un institut d'opinion publique qui, entre autres, a réalisé une série de rapport annuels sur la société espagnole, les derniers en date remontant à 1996-1997.
Il a publié plus de quatre-vingts livres, et des milliers d'articles. Il éprouve une fascination particulière pour le langage, ce dont témoignent plusieurs de ses œuvres et articles de journaux. Il collabore fréquemment avec plusieurs médias : l'Agence Colpisa, COPE, Época (es), La Razón, Libertad Digital et La Ilustración liberal.

## Publications
- (es) Sociología del Franquismo : análisis ideológico de los ministros del régimen, Barcelone, Euros, 1975, 5e éd. (1re éd. 1975), 368 p. (ISBN 84-7364-019-5)
- La España de nuestros abuelos (L'Espagne de nos grands-parents) (1995).
- Con sentido común (Avec le sens commun) (1996).
- Manual del perfecto sociólogo (Manuel du parfait sociologue) (1996).
- Autobiografía de los españoles (Autobiographie des Espagnols) (1997).
- El impacto de la telefonía móvil en la sociedad española (L'impact de le téléphonie mobile sur la société espagnole) (1997).
- ABC de la opinión española (ABC de l'opinion espagnole) (1997).
- La sociedad española 1996-97 (La société espagnole) (1997).
- Opinión pública y nivel de vida (Opinion publique et niveau de vie) (1998).
- El final de un siglo de pesimismo 1898-1998 (La fin d'un siècle de pessimisme, 1898-1998) (1998).
- El Sexo de nuestros abuelos (Le sexe de nos grands-parents) (1998).
- Los españoles y los libros (Les Espagnols et les livres) (1998).
- La movilidad urbana y los vehículos de dos ruedas (La mobilité urbaine et les véhicules à deux roues) (1998).
- Los madrileños y el consumo (Les Madrilènes et la consommation) (1998).
- El libro de las preguntas (Le Livre des questions) (1999).
- Los madrileños y su ciudad (Les Madrilènes et leur ville) (1999).
- Los derechos del consumidor en el municipio de Madrid (Les droits du consommateur dans la ville de Madrid) (1999).
- Estudio Sociológico SANOFI: Mujeres e hipertensión (Étude sociologique SANOFI : femmes et hypertension) (1999).
- Los peatones y el tráfico urbano (Les piétons dans la circulation urbaine) (2000).
- La vida cotidiana de los españoles en el siglo XX (La vie quotidienne des Espagnols au XXe siècle) (2001).
- El espíritu de Sancho Panza. El carácter español a través de los refranes (L'esprit de Sancho Panza : le caractère espagnol à travers les refrains)  (2000).
- Saber beber, saber vivir (Savoir boire, savoir vivre) (2002).
- El idioma español (La langue espagnole) (2002).
- El final del franquismo: testimonio personal (La fin du franquisme : témoignage personnel) (2003).
- Las ideas económicas de los intelectuales españoles (Les idées économiques des intellectuels espagnols) (2003).
- Sancho Panza lee El Quijote (Sancho Panza lit Don Quichotte) (2004).
- La mentalidad de los españoles a comienzos del siglo XXI (La mentalité des Espagnols au début du XXIe siècle) (2004).
- Sobre gustos y sabores: los españoles y la comida (Sur les goûts et les saveurs : les Espagnols et la nourriture) (2004).
- Servir al rey: recuerdo de la mili: 1938-2001 (Servir le Roi : souvenir du service militaire : 1938-2001) (2005).
- Secuestro prolongado (Séquestration prolongée) (2005).
- El arte de envejecer (2005).
- La lengua viva (2005).
- Sociología del Quijote (2005).
- Nuestro mundo no es de este reino (2005).
- Entre los dos siglos (2005).
- Los españoles y la religión (2005).
- Hacían una pareja estupeda... (2006).
- Escritos contra corriente (2006).
- Se habla español (2009).
- La magia de las palabras (2009).
- Memorias y desahogos (2010).
- Historia de una mujer inquieta (2011).

## Prix et récompenses
Amando de Miguel a été récompensé des prix Espasa d'essai et Jovellanos et des prix de journalisme Continente et Fundación Independiente.